# 마이클 모쉬노브

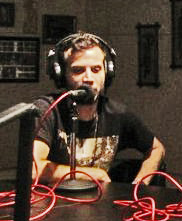

마이클 모쉬노브(Michael Moshonov, 1986년 3월 3일 ~ )는 이스라엘의 배우, 가수, TV 사회자, 연극 배우, 래퍼이다.
텔아비브에서 태어났다.

## 영화
- 막달라 마리아: 부활의 증인 (2018년) - 마태 역
- 정션 48 (2016년)
- 댄싱 아랍 (2014년)
- 폴리스맨 (2011년)
- 베나 (2009년)